# یادداشت‌های عشق
یادداشت‌های عشق (ایتالیایی: La parola amore esiste) یک فیلم عاشقانه ایتالیایی-فرانسوی به کارگردانی میمو کالوپرستی است که در سال ۱۹۹۸ میلادی منتشر شد. این فیلم برندهٔ روبان نقره‌ای بهترین فیلم‌نامه و ولری برونی تدسکی نیز برندهٔ جایزه دیوید دی دوناتلو بهترین بازیگر زن شد.

## بازیگران
- ولری برونی تدسکی
- فابریتسیو بنتیوولیو
- ژرار دوپاردیو
- میمو کالوپرستی
- مارینا کونفالونه
- داریا نیکولودی
- ماسیمو بونتی